# Полиовирус
Полиовирус или вирус полиомиелита (англ. Enterovirus C) — вид энтеровирусов (Enterovirus) из семейства пикорнавирусов (Picornaviridae), инфекционный агент, вызывающий полиомиелит человека.

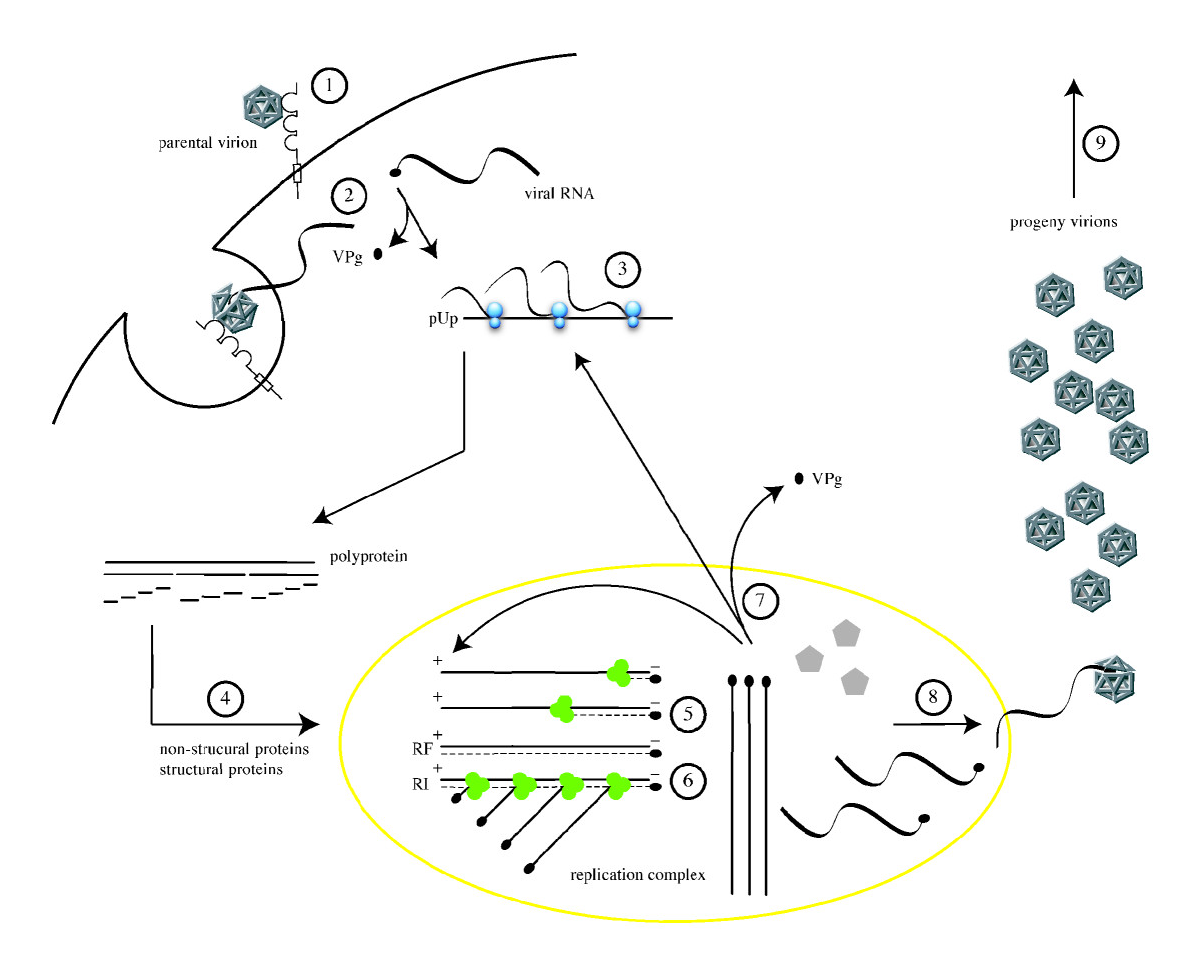
Жизненный цикл полиовируса:
1 — присоединение исходного вириона к рецептору;
2 — вирион попадает в клетку;
3 — трансляция белков вируса с его РНК с образованием полипептида;
4 — полимеразы вируса размножают его РНК

Вирион полиовируса содержит геномную РНК и белковый капсид. Геномная РНК представлена в виде одноцепочечной плюс-цепи РНК (+ssRNA), и имеет длину около 7500 нуклеотидов. Вирусная частица примерно 30 нанометров в диаметре, имеет икосаэдрическую симметрию.
Полиовирус был впервые выделен в 1909 году Карлом Ландштейнером и Эрвином Поппером . В 1981 году геном полиовируса был расшифрован двумя независимыми группами.
В настоящее время полиовирус является одним из наиболее хорошо охарактеризованных вирусов и является удобной моделью для изучения биологии РНК-содержащих вирусов.
Существует три типа дикого полиовируса: тип 1 (распространён прежде всего в Афганистане и Пакистане), тип 2 и 3 (в природе уничтожены), а также три типа циркулирующего полиовируса вакцинного происхождения: цПВВП1, цПВВП2, цПВВП3.
Этот вирус стал первым синтетическим вирусом, созданным в 2002 году в Нью-Йоркском университете.

## Происхождение и серотипы
Полиовирус структурно подобен другим энтеровирусам человека (коксаки-вирусам, эховирусам и риновирусам), которые также используют иммуноглобулиноподобные молекулы для распознавания и проникновения в клетки хозяина. Филогенетический анализ последовательностей РНК и белков полиовируса позволяет предположить, что он мог развиться из С-кластера предка Коксаки А -вируса, возникшего в результате мутации в капсиде. Отчетливое видообразование полиовируса, вероятно, произошло в результате изменения специфичности клеточного рецептора с молекулы межклеточной адгезии-1 (ICAM-1), используемой вирусами Коксаки А С-кластера, на CD155; это приводит к изменению патогенности и позволяет вирусу заражать нервную ткань.
Частота мутаций в вирусе относительно высока даже для РНК-вируса с коэффициентом синонимичного замещения 1,0 х 10−2 замещений/сайт/год и коэффициента не синонимичного замещения 3,0 х 10−4 замещений/сайт/год. Распределение оснований в геноме не является случайным: аденозин встречается на 5' — конце реже, чем ожидалось, и чаще на 3' — конце. Использование кодонов также не является случайным: предпочтение отдается кодонам, оканчивающимся на аденозин, и избеганию кодонов, оканчивающихся на цитозин или гуанин. Использование кодонов для трех ген(серо?)типов различается и, по-видимому, обусловлено мутацией, а не отбором.
Три серотипа полиовируса, PV-1, PV-2 и PV-3, имеют несколько различный капсидный белок. Капсидные белки определяют специфичность клеточных рецепторов и антигенность вируса. PV-1 является наиболее распространенной формой, встречающейся в природе, но все три формы вируса чрезвычайно заразны. По данным на март 2020 года дикий PV-1 наиболее часто встречается в регионах Пакистана и Афганистана. Дикий PV-2 был объявлен уничтоженным в сентябре 2015 года после последнего обнаружения в 1999 году, то время как дикий PV-3 был объявлен уничтоженным в 2019 году после последнего обнаружения в 2012 году.
Для приготовления вакцин против полиомиелита используются специфические штаммы каждого серотипа. Неактивную полиовакцину получают путем инактивации формалином трех диких вирулентных референтных штаммов: Mahoney или Brunenders (PV-1), MEF-1/Lansing (PV-2) и Saukett/Leon (PV-3). Пероральная полиовакцина содержит живые аттенуированные (ослабленные) штаммы трех серотипов полиовируса. Посев вирусных штаммов в эпителиальные клетки почек обезьян приводит к мутациям в вирусных участках внутренней посадки рибосомы (IRES) и препятствует (или ослабляет) способности вируса заражать нервную ткань.
Полиовирусы ранее классифицировались как отдельный вид, принадлежащий к роду энтеровирусов семейства Picornaviridae. В 2008 году вид полиовируса был упразднен, и три серотипа были отнесены к виду человеческого энтеровируса C (позже переименованного в энтеровирус C) в роду Enterovirus в семействе Picornaviridae. Типовой вид рода энтеровирус был изменён с полиовируса на (человеческий) энтеровирус С.

### Комментарии
1. ↑  Вирусную природу полиомиелита открыл американский билог Пол Льюис в 1908 году[6]

### Сноски
1. ↑  Таксономия вирусов (англ.) на сайте Международного комитета по таксономии вирусов (ICTV).
2. ↑  Атлас по медицинской микробиологии, вирусологии и иммунологии : Учебное пособие для студентов медицинских вузов / Под ред. А. А. Воробьева, А. С. Быкова. — М. : Медицинское информационное агентство, 2003. — С. 118. — ISBN 5-89481-136-8.
3. ↑  Ryan K. J., Ray C. G. (editors). Sherris Medical Microbiology (неопр.). — 4th. — McGraw-Hill Education, 2004. — ISBN 0838585299.
4. ↑  Racaniello and Baltimore. Molecular cloning of poliovirus cDNA and determination of the complete nucleotide sequence of the viral genome (англ.) // Proceedings of the National Academy Science USA : journal. — 1981. — Vol. 78, no. 8. — P. 4887—4891. — doi:10.1073/pnas.78.8.4887. — PMID 6272282.
5. ↑  Kitamura N., Semler B., Rothberg P., et al. Primary structure, gene organization and polypeptide expression of poliovirus RNA (англ.) // Nature : journal. — 1981. — Vol. 291, no. 5816. — P. 547—553. — doi:10.1038/291547a0. — PMID 6264310.
6. ↑  Барри, 2021, Пролог.
7. ↑  Paul J. R. A History of Poliomyelitis (неопр.). — New Haven, Conn: Yale University Press, 1971. — ((Yale studies in the history of science and medicine)). — ISBN 0-300-01324-8.
8. ↑  Cello J., Paul A. V., Wimmer E. Chemical synthesis of poliovirus cDNA: generation of infectious virus in the absence of natural template (англ.) // Science : journal. — 2002. — Vol. 297, no. 5583. — P. 1016—1018. — doi:10.1126/science.1072266. — PMID 12114528.